# Tillandsia 'Maya'
Tillandsia 'Maya' es un cultivar híbrido del género Tillandsia perteneciente a la familia Bromeliaceae.
Es un híbrido creado  con las especies Tillandsia xerographica × Tillandsia capitata.